# Emigrate (Album)
Emigrate (englisch für auswandern) ist das Debütalbum des gleichnamigen internationalen Bandprojekts Emigrate um Rammstein-Leadgitarristen Richard Kruspe. Es erschien am 31. August 2007 über die Labels Motor Music und Edel als Standard- sowie Limited-Edition.

## Produktion
Das Album wurde von Richard Kruspe selbst produziert. Als Co-Produzenten fungierten die Emigrate-Mitglieder Arnaud Giroux und Olsen Involtini sowie der Musikproduzent Jacob Hellner.

## Covergestaltung

Schriftzug und Logo der Band

Das Albumcover zeigt Richard Kruspes Gesicht, dessen Augen weiß sind. Im Hintergrund sind eine wüstenartige Landschaft und die schwarzen Silhouetten von Menschen zu sehen. Links oben befindet sich der Schriftzug Emigrate in Weiß und rechts oben das Logo der Band.

## Titelliste
1. Emigrate – 4:07
2. Wake Up – 3:32
3. My World – 4:17
4. Let Me Break – 3:34
5. In My Tears – 4:34
6. Babe – 4:28
7. New York City – 3:39
8. Resolution – 3:41
9. Temptation – 4:12
10. This Is What – 4:38
11. You Can’t Get Enough – 4:02

Bonussongs der Limited-Edition:
1. Blood – 3:34
2. Help Me – 3:15

## Chartplatzierungen und Singles
Emigrate stieg am 14. September 2007 auf Platz 8 in die deutschen Albumcharts ein und belegte in den folgenden Wochen die Ränge 28 und 50. Insgesamt konnte es sich fünf Wochen in den Top 100 halten. Neben Österreich und der Schweiz erreichte das Album auch in Frankreich, den Niederlanden, Belgien, Schweden und Finnland die Charts.
Als Singles wurden die Lieder My World, New York City und Temptation veröffentlicht, die sich alle nicht in den Charts platzieren konnten.

## Rezeption
| Professionelle Bewertungen | Professionelle Bewertungen |
| -------------------------- | -------------------------- |
| Kritiken                   |                            |
| Quelle                     | Bewertung                  |
| laut.de                    | [ 5 ]                      |

Giuliani Benassi von laut.de bewertete Emigrate mit drei von möglichen fünf Punkten. Es würden Verbindungen zu Rammstein deutlich, allerdings falle das Album „um einiges lieblicher als das Original aus, zumal die umstrittenen Texte und Posen fehlen“. Richard Kruspes englischer Gesang sei „weitaus weniger charismatisch als Till Lindemann und setzt auf Verzerrungen, um den deutschen Akzent zu kaschieren“.